# Xanthophenax ruber
Xanthophenax ruber är en stekelart som beskrevs av Pierre L. G. Benoit 1953. Xanthophenax ruber ingår i släktet Xanthophenax och familjen brokparasitsteklar. Inga underarter finns listade i Catalogue of Life.